# Götaraset
Götaraset var ett av många jordskred i Västsverige på 1900-talet. 
Fredagen 7 juni 1957 klockan 11.25 (dagen före pingstafton) försvann två kilometer av älvstranden, vid Göta i Lilla Edets kommun.
Jordskredet skedde huvudsakligen inne på AB Göta Bruks fabriksområde och halva sulfitfabriken raserades. Rassträckan var nära 2 km lång och omfattade ca 32 hektar. Tre personer omkom i jordskredet, flera skadades och de materiella skadorna var omfattande. Idag syns inget från raset. Det var den andra stora naturkatastrofen längs Göta älv på några få år, sju år efter Surteraset. Götaraset var fyra gånger större än Surteraset 1950.